# وادي اعسمة
وادي اعسمة هو مجرى مائي موسمي في جبال الحجر في إمارة رأس الخيمة في دولة الإمارات العربية المتحدة. يمتد غربًا على نطاق واسع من قريةاعسمة حتى ينضم إلى وادي الفرع، حيث يشكل التقاءه الموضع بين وادي الفرع ووادي السدر.
يُعد موقع وادي اعسمة موقعًا شهيرًا لسائقي الرحلات النهارية والطرق الوعرة، ويشتهر بمساحاته الخضراء المورقة والمزروعة. إنه موقع «حدائق السلطان»، وهي منطقة وفيرة بنابتات الدفلى والأعشاب وبساتين النخيل والبِرَك التي غالبًا (وبشكل غير عادي) تحتوي على المياه على مدار العام، فضلاً عن توفر أراضي لتعشيش لطيور البلشونيات. في فصل الشتاء، يتلقى الوادي الجبلي هطول أمطار غزيرة، مما يؤدي إلى فيضانات مفاجئة، وقد تشهد هطول البَرَد أحيانًا.
كان أبناء قبيلةالمزاريع قد استوطنوا قريتي اعسمة ومورد ومجرى وادي اعسمة بشكل تقليدي.

## الجيولوجيا وعلم الآثار
وادي اعسمة هي منطقة غنية جيولوجيًا وأثريًا، بها رواسب نهرية كثيفة ومواقع أثرية. أعطي وادي اعسمة اسم «صِمام اعسمة»، وهي منطقة من الصوانات الفوقية metacherts المطوية المتساوية الشكل تكونت بفعل الأحداث المتحولة.
يقدم علم الآثار في منطقة وادي اعسمة علامات على سكن الإنسان من العصر الحجري الحديث حتى الوقت الحاضر. عُثر على رؤوس سهام محفورة تعود إلى عصور ما قبل التاريخ في المنطقة، والتي تعد أيضًا موقعًا لمستوطنة أم النار، مع اكتشافات تشمل قدحًا من البرونز ورؤوس رماح ذات تجويف وشفرات خنجر. وكان عدد من المدافن من أواخر فترة أم النار على أطراف الوادي. كما أُكتشف اكتشافات من العصر الحديدي في الوادي
.

## معرض الصور

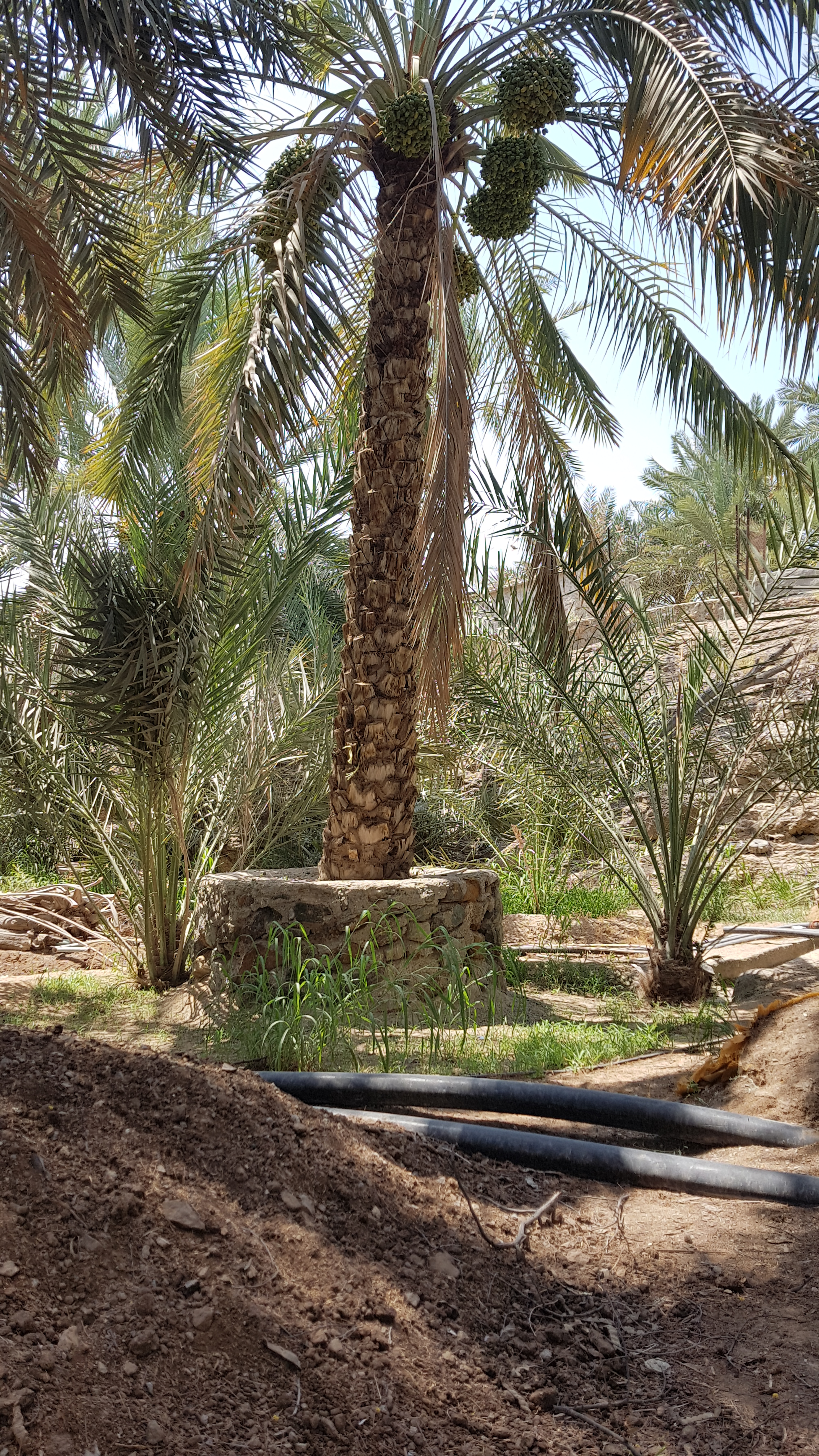
فلج الغيلي، ممر مائي للري السطحي في بستان نخيل على أطراف وادي اعسمة
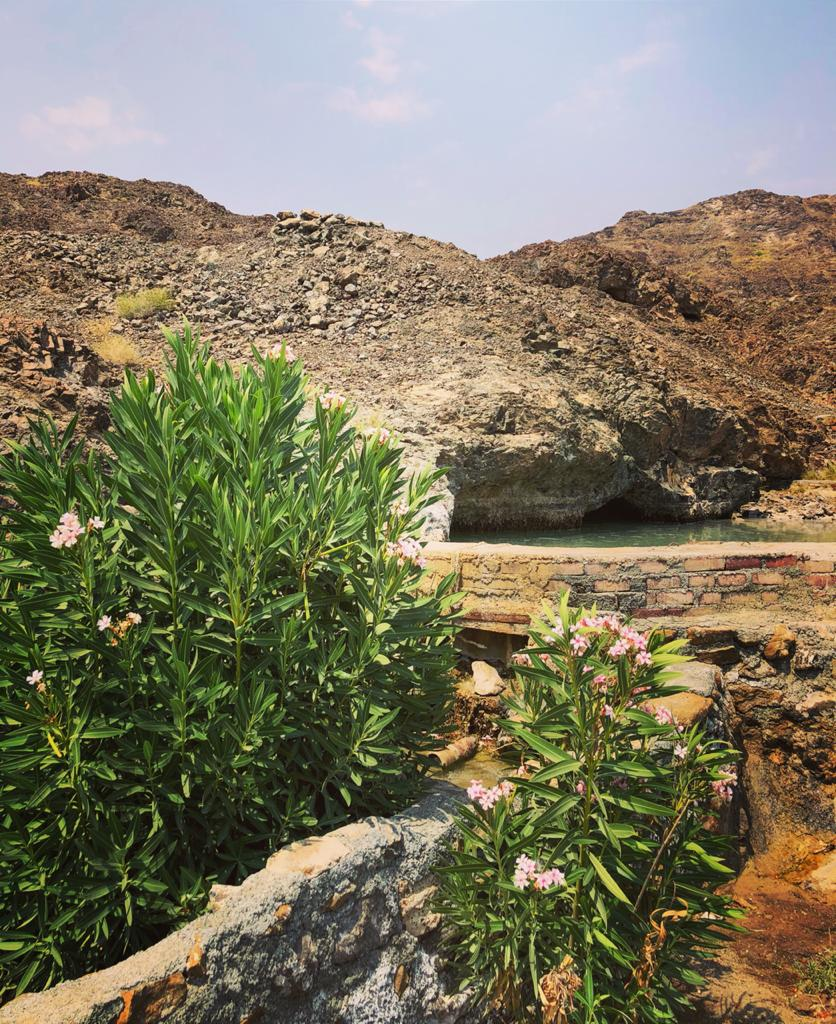
نبات الدفلى في وادي اعسمة
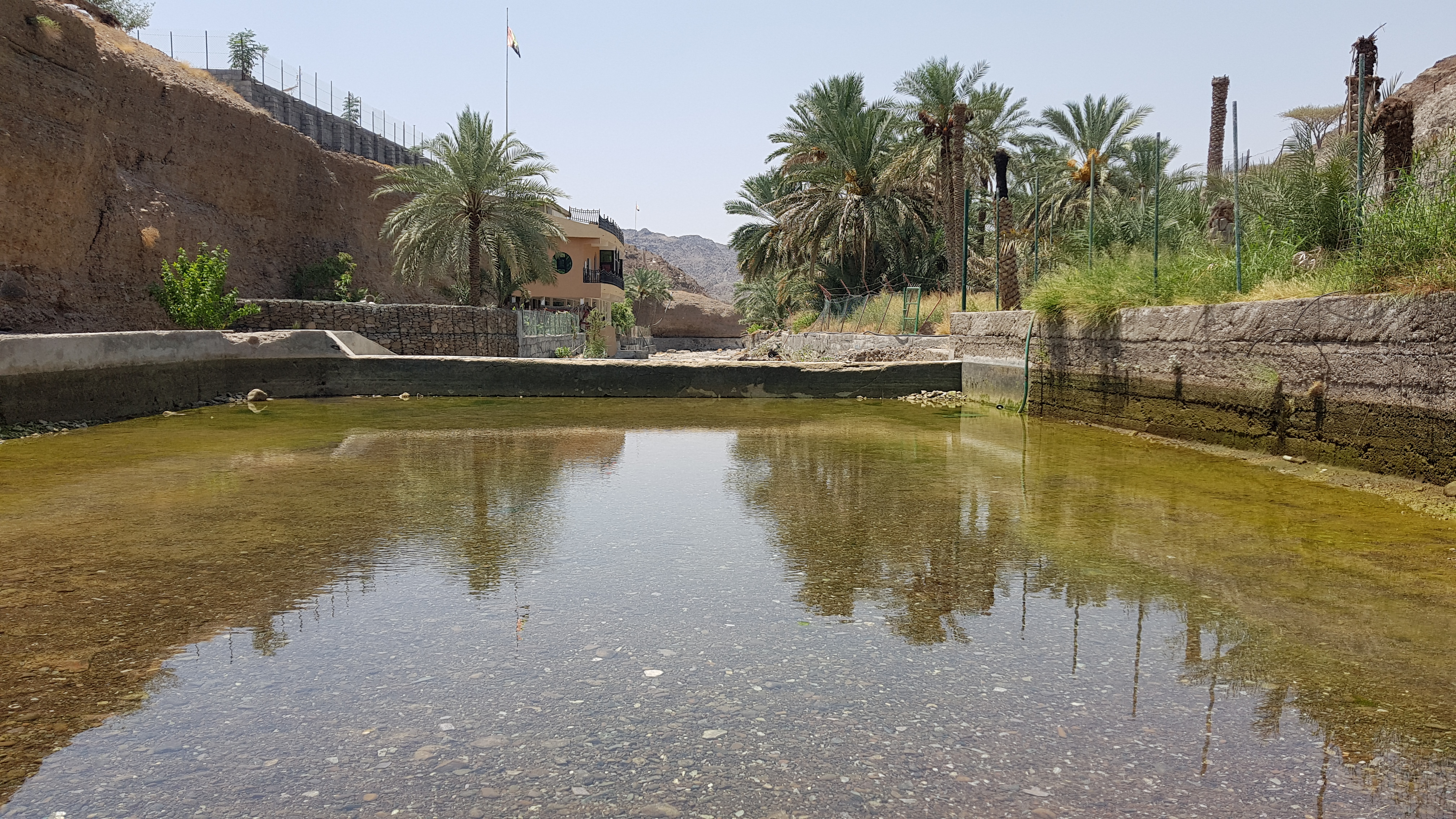
"حدائق السلطان" في وادي اعسمة منطقة مائية على مدار العام، وهي غير مألوفة في وديان جبال الحجر.
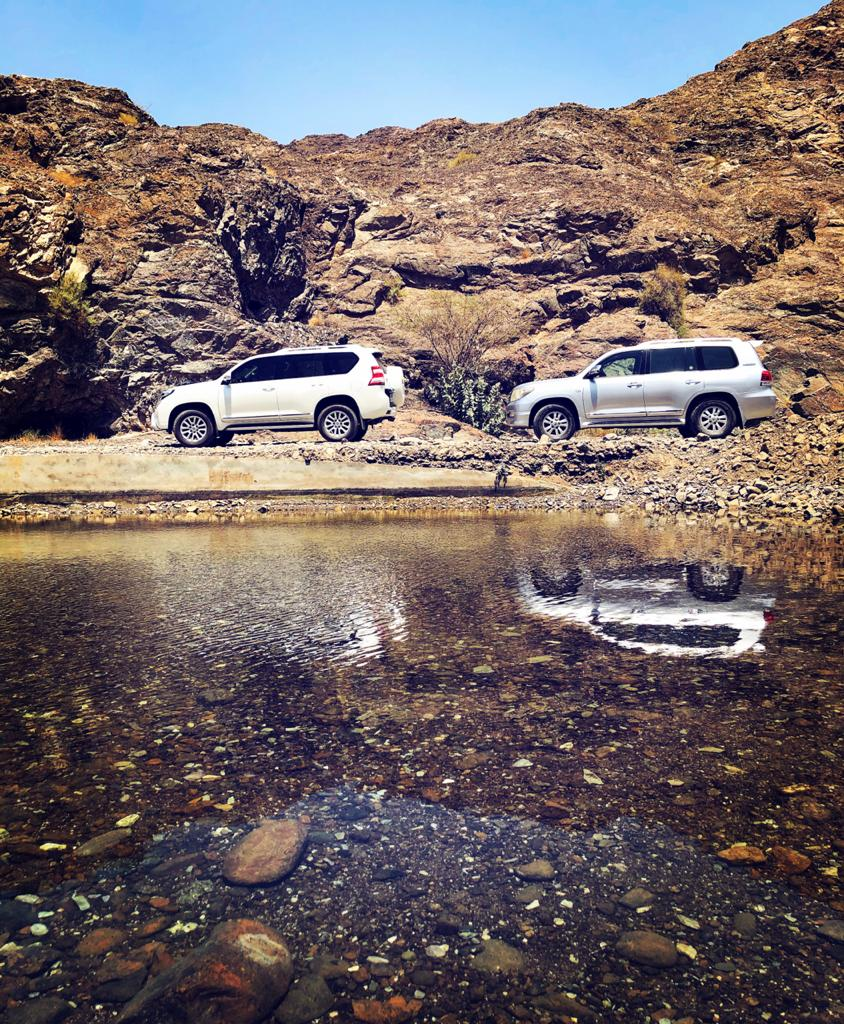
يمر المتنزهون النهاريون بمياه وفيرة في وادي اعسمة في أشهر الصيف

## أنظر أيضا
- قائمة الوديان في الإمارات العربية المتحدة